# 泺口街道
泺口街道，是中华人民共和国山東省济南市天桥区下辖的一个乡镇级行政单位。

## 行政区划
泺口街道下辖以下地区：
香磨李社区、林桥社区、泺口社区、赵庄社区、金牛社区、田庄社区、崔庙社区、新城社区、南徐社区、北徐社区、李庄社区、北闸子社区、袁庄社区、梅花山社区、月牙坝社区、鹊山南社区、鹊山北社区、鹊山东社区、金阁花园社区、泺东社区、泺西社区、泺南社区和金牛西区社区。